# The Crew (2000)
The Crew is een komische misdaadfilm uit 2000, geregisseerd door Michael Dinner met in de hoofdrollen Burt Reynolds, Seymour Cassel, Richard Dreyfuss, Dan Hedaya en Jennifer Tilly. Barry Sonnenfeld was een van de producenten.

## Verhaal
De film vertelt de geschiedenis van vier maffiosi op leeftijd, die hun laatste dagen slijten in een appartementencomplex voor bejaarden aan een zonnig strand in Miami. Het leven bestaat niet langer uit actie en avontuur, en ze vervelen zich dood. Joey 'Bats' slijt zijn dagen als verkoper bij de Burger King, Bobby is op zoek naar zijn verloren dochter, Tony 'Mouth' is een vrouwenverslinder en Mike 'The Brick' herleeft de gloriedagen door kerstkaarten naar de oude vriendengroep te sturen. Ze zien met lede ogen aan hoe de andere kamers van hun hotel langzamerhand in handen komen van jonge huurders, doordat de oorspronkelijke bewoners een voor een aan ouderdom overlijden. Om het proces te stoppen besluiten ze nog één keer een misdaad te plegen.
De vier stelen het lichaam van een onbekende man uit het lijkenhuis waar een van hen werkt, en zetten een moord in scène door het lijk in de hal van het complex door het hoofd te schieten. Wat de mannen op dat moment nog niet weten, is dat het lijk de vader was van een machtige drugsbaron, en het voormalige hoofd van een grote smokkelbende. De man leed aan dementie, was zojuist ontsnapt uit een verzorgingstehuis en kort daarop aan een hartaanval overleden. Als gevolg van de 'moord' verlaten veel huurders het complex, en de vier mannen krijgen geld toe van de verhuurders omdat ze er willen blijven wonen. Ze geven het geld uit aan dure horloges, sportwagens en stripteasedanseressen. Een van de mannen onthult een stripteasedanseres, na afloop van een vrijpartij, dat zij verantwoordelijk waren voor de 'moord'.
De danseres dreigt vervolgens het geheim te verklappen, tenzij de vier heren een probleem voor haar oplossen: namelijk het omleggen van haar stiefmoeder. De heren hebben het niet zo op het omleggen van mensen, dus ontvoeren ze de stiefmoeder en leggen ze een skeletje in haar plaats in bed. In een poging het huis van de stiefmoeder vervolgens op te blazen, gaat echter ook het huis van de buurman in vlammen op: toevallig de eerder genoemde drugsbaron. Ervan overtuigd dat zijn concurrenten het op hem gemunt hebben, roeit de drugsbaron vervolgens een flink deel van de lokale maffiapopulatie uit, en looft hij een beloning van een ton uit voor degene die hem kan vertellen wie achter de aanslagen zit. De drugsbaron lokaliseert uiteindelijk het appartement van de vier mannen, en pakt daar de op dat moment aanwezige mensen op: een politieagente, haar partner, de stripteasedanseres, de stiefmoeder en een van de maffiosi. Een van de andere maffiosi slaagt erin te ontsnappen, en gaat vervolgens met de andere twee op pad om hun vriend te bevrijden.
Al gauw komen ze erachter dat de drugsbaron zich met zijn maten op een vrachtschip bevindt, die ze onmogelijk met z'n drieën kunnen bestormen. Hierop besluiten ze contact op te nemen met alle nog levende maffiosi die ze nog van vroeger kennen, en met hen een hinderlaag te leggen. De maffiosi krijgen het voor elkaar om de drugsbaron met zijn bemanning gevangen te nemen en aan de politie over te dragen, samen met een schip vol verdovende middelen. Een trucklading vol Cubaanse sigaren wordt door de mannen geconfisqueerd, en gebruikt om hun appartementencomplex om te vormen tot bejaardentehuis voor gepensioneerde maffiosi.

## Rolverdeling
| Acteur              | Personage                   |
| ------------------- | --------------------------- |
| Richard Dreyfuss    | Bobby Bartellemeo           |
| Casey Siemaszko     | Bobby Bartellemeo           |
| Burt Reynolds       | Joey "Bats" Pistella        |
| Matthew Borlenghi   | Joey "Bats" Pistella        |
| Dan Hedaya          | Mike "The Brick" Donatelli  |
| Jeremy Ratchford    | Mike "The Brick" Donatelli  |
| Seymour Cassel      | Tony "Mouth" Donato         |
| Billy Jayne         | Tony "Mouth" Donato         |
| Carrie-Anne Moss    | Detective Olivia Neal       |
| Samantha Kurzman    | Detective Olivia Neal       |
| Jeremy Piven        | Detective Steve Menteer     |
| Jennifer Tilly      | Maureen "Ferris" Lowenstein |
| Lainie Kazan        | Pepper Lowenstein           |
| Miguel Sandoval     | Raul Ventana                |
| Jose Zuniga         | Escobar                     |
| Mike Moroff         | Jorge                       |
| Carlos Gomez        | Miguel                      |
| Louis Lombardi, Jr. | Jimmy "Whistles"            |
| Frank Vincent       | Marty                       |
| Louis Guss          | Jerry "The Hammer" Fungo    |
| Christa Campbell    | verpleegster                |

## Reactie
Bij het uitbrengen werd The Crew lauw tot negatief ontvangen in de pers. De film flopte, met een omzet van 13 miljoen euro tegen een geschat budget van 23 miljoen.